# Theprisa
Theprisa is een geslacht van kevers uit de familie van de loopkevers (Carabidae). De wetenschappelijke naam van het geslacht is voor het eerst geldig gepubliceerd in 1963 door Moore.

## Soorten
Het geslacht Theprisa omvat de volgende soorten:
- Theprisa australis (Castelnau, 1867)
- Theprisa convexa (Sloane, 1920)
- Theprisa montana Castelnau, 1867